# Étienne van Zuylen van Nyevelt van de Haar

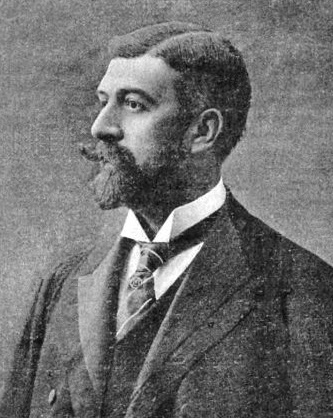
Étienne van Zuylen van Nyevelt (omstreeks 1895).

Etienne baron van Zuylen van Nyevelt van de Haar (16 oktober 1860 - Nice, 8 mei 1934) was een Belgisch bankier, zakenman, filantroop en sportbestuurder. 
In Nederland is hij vooral bekend als de opdrachtgever voor de wederopbouw in neogotische stijl van Kasteel de Haar door de architect Pierre Cuypers (1892-1912). In Frankrijk wordt hij herinnerd als een belangrijke persoon uit de eerste jaren van de autosport. 
Hij was een kleinzoon van Jean-Jacques van Zuylen van Nyevelt en trouwde met Hélène de Rothschild. Hij was de grootvader van Marie-Hélène Rothschild en van Thierry van Zuylen van Nyevelt van de Haar.

## Biografie
In 1892 gaf hij aan de Roermondse architect Pierre Cuypers de opdracht om Kasteel de Haar te laten reconstrueren. Het werk nam 20 jaar in beslag. Hij kon de immense kosten voor dit werk betalen doordat hij met Hélène de Rothschild was getrouwd, een kleindochter van James Mayer de Rothschild, de grondlegger van de Parijse tak van de Rothschilds. 
In 1893 richtte hij de organisatie l'Œuvre d'assistance aux travailleurs français op.
In 1895 organiseerde hij de eerste autorace Parijs-Bordeaux-Parijs. Hij was daarna nog voorzitter van vele andere autoraces daarna.
Hij was de oprichter van de Automobile Club de France. Van 1895 tot 1922 was hij de eerste voorzitter van deze organisatie. Hij was ook voorzitter van de l'Association Internationale Automobile Clubs Reconnus (AIACR), de voorganger van de huidige Fédération Internationale de l'Automobile (FIA).
Hij droeg bij aan de organisatie van de Olympische Zomerspelen 1900 in Parijs.
Hij was voorzitter van de raad van bestuur van de krant L'Auto, van het elektriciteitsbedrijf Nilmelior, van het autobedrijf Paris-Taxis. Daarnaast was hij directeur van het autobedrijf De Dion-Bouton.